# Palma del Río (ort)
Palma del Río är en ort i Spanien.   Den ligger i provinsen Province of Córdoba och regionen Andalusien, i den södra delen av landet, 300 km söder om huvudstaden Madrid. Palma del Río ligger 60 meter över havet och antalet invånare är 21 588.
Terrängen runt Palma del Río är huvudsakligen platt, men åt nordväst är den kuperad. Runt Palma del Río är det ganska tätbefolkat, med 60 invånare per kvadratkilometer. Palma del Río är det största samhället i trakten. Trakten runt Palma del Río består till största delen av jordbruksmark.